# 宋美齡
宋美齡（1898年3月4日—2003年10月23日），生於上海公共租界，籍貫文昌（位於海南島，當時隸屬廣東省），尊称为蔣夫人，中華民國政治人物，中國國民黨總裁及第1至5屆中華民國總統蔣中正的第二任妻子、中華民國第一夫人，前中國國民黨主席及第6、7任中華民國總統蔣經國之繼母；曾任中國國民黨中央委員會及中國國民黨中央評議委員會主席团主席、中國國民黨中央婦女工作指導會議指導長、天主教輔仁大學董事長及名譽董事長，同時亦為國立彰化師範大學、中華民國婦女聯合會與振興醫院的創辦人。
宋美龄是一位极具争议的历史人物，对其评价褒贬不一，有因其对近代中國歷史及中華民國與美國關係影響深遠而尊称「永遠的第一夫人」。同时，很多中国人视她和四大家族为旧时代充满腐败、渴望权力的象征。

## 早年經歷

### 童年
1898年3月4日（清光緒二十四年二月十二日），宋美齡出生於上海的同仁醫院:9，一說宋美齡出生於宋氏家族的川沙廳中的內史第南廂房中，祖籍地在海南島的文昌，父亲宋嘉澍（原名韓教准）即廣東省文昌县（今屬海南省文昌市昌洒镇）人:16，是北宋三朝宰相韩琦的二十九代孙，曾担任美南监理会（今卫理公会）牧师，后经营出版业，以印刷和批發《聖經》致富:16。母亲倪桂珍，她的父亲倪韫山是基督教聖公會上海倫敦會天安堂牧師，為上海名門望族。宋美齡在六兄弟姊妹中排行第四，兩位姐姐宋靄齡、宋慶齡分别比她年长9岁和5岁，哥哥宋子文比她年长4岁。1901年，大弟宋子良出生於上海:9。1906年，二弟宋子安出生於上海:12。
1904年，宋美齡求父母，要去中西女塾（馬克諦耶女子學校）上學；後來，因為年幼不能適應寄宿生活便接回家，在家接受啟蒙教育直到赴美留學:11。

### 美國就學
1907年9月3日，宋美齡与宋慶齡在姨夫溫秉忠夫婦陪護下，由上海乘郵船，經日本抵達美國留学:13。秋，與宋慶齡同入美國新泽西州萨米特城波特溫學校:13。1908年夏，宋慶齡考入佐治亚州梅肯市基督教衛理公會衛斯理安學院文學系，宋美齡以旁聽生得以允許住在學院宿舍:13-14。
1909年，宋美齡入佐治亞州皮德蒙特學院上學:14；同年宋藹齡在衛斯理安女子學院畢業，獲文學學士:16。1910年，宋美齡回到衛斯理安女子學院與宋慶齡一起:16。

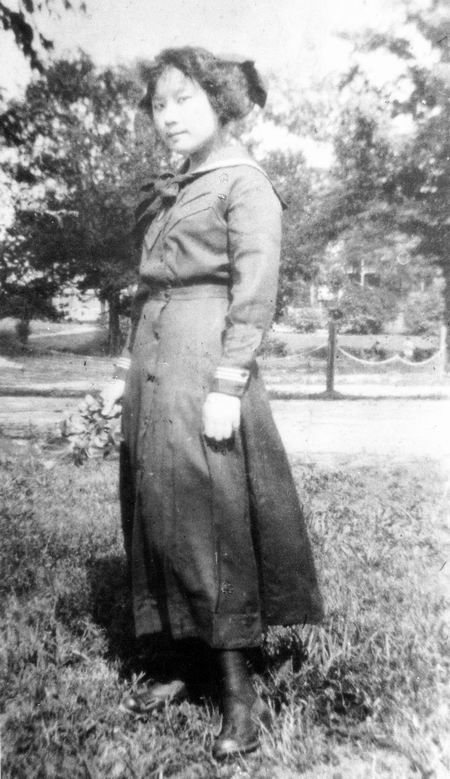
宋美齡在美國學習時留影，1910年

1911年，宋美齡在衛斯理安女子學院讀書:17。1913年，宋美齡轉入馬薩諸塞州波士頓附近的韋斯理學院，攻讀英國文學和哲學:18。1917年畢業:22。後來，获得博士学位:187。

### 學成回國
1917年，回到中國。1918年，在上海基督教女青年会擔任英语教师。她積極參加基督教女青年會活動，並且是全國電影審查委員會成員:70。后任上海工部局儿童劳工工作委员会秘书。她長得漂亮，有教養，有錢盛裝打扮:70。
1922年，宋美齡在《上海時報》找到工作:110。宋美齡和蔣介石初次見面是在宋慶齡家裡，當時孫中山一家正在廣州；蔣似乎對宋美齡一見傾心:72。蔣曾贊成孫同宋慶齡結婚，見到宋美齡後不久，蔣就自己打算同宋美齡結婚之心事，向孫徵求意見；孫認為宋美齡接受之可能性小，並且力勸蔣不要操之過急，使蔣大為吃驚:72。蔣向宋美齡求婚時，宋家反對，因為蔣不是基督徒；宋家堅持，蔣要娶宋美齡就必須信基督教，蔣答應與宋美齡結婚後認真研讀《聖經》，宋家同意:16。
1926年6月30日，蔣介石拜訪宋藹齡、宋美齡，7月2日蔣介石日記稱：「美齡將回滬，心甚依依。」:1157月9日，蔣就任國民革命軍總司令，「誓師北伐」:12。

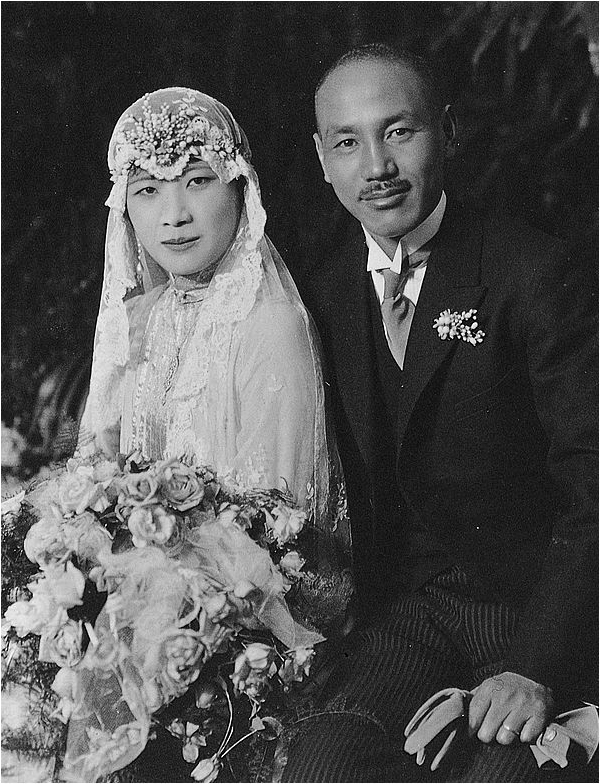
1927年12月1日，蒋介石和宋美龄举行婚礼

## 中年前期

### 和蔣介石結婚
1927年3月18日，蔣介石日記稱：「行軍之事，餉需先也。目前宋太夫人與孔宋夫人來游潯廬，聞總司令部軍餉拮据，武漢財部為共產黨阻撓不敢發給。宋太夫人與孔宋夫人乃由潯回漢，力催宋部長籌發二百萬元，秘密運潯。因此軍餉無慮，公乃乘艦東下，親自督戰寧滬，得以如期克服，厥功為不尠焉。」:117-1183月21日，蔣日記稱：「今日思念美妹不已。」:1189月26日，蔣邀請王正廷與馮玉祥夫人李德全做媒，與宋美齡訂婚:119。
1927年9月28日、29日、30日，蔣一連三天在《申報》刊登「毛氏髮妻，早經仳離，姚陳二妾，本無契約」，聲明與毛福梅、姚冶誠、陳潔如等妻妾脫離關係。12月1日，蔣與宋於上海結婚:14。結婚儀式先後於上海西摩路（今陕西北路）369号宋家和静安寺路戈登路口大華飯店舉行:187。其時有報紙在標題上一双关语称蔣宋聯姻为“（蒋）中（正）（宋）美（齡）合作”:188。婚礼分两次进行：先在宋宅会客厅举行西式婚礼，后在戈登路大华饭店出席中式婚礼。
1928年1月1日，宋美齡力勸蔣「以黨國為重，德業為要」，不可久留上海，「赴京不可再緩」，蔣允1月4日抵南京:125。10月14日，中國國民黨中央執行委員會第一七六次常委會同意蔣提議設立「遺族學校籌備委員會」提案，以培養教育陣亡將士後代；推定委員11人，譚延闓、蔣、蔡元培、胡漢民、戴季陶、何香凝、何應欽、葉楚倫、王文湘、宋慶齡、宋美齡等，校名為「國民革命軍遺族學校」；譚延闓對宋美齡説：「完全請你負責，來籌備本校。」:13610月31日，宋美齡當選為立法委員:18。同日蔣獲知宋美齡當選為立法委員後，「於心喜而不安」:81。
1929年1月1日，宋美齡稱讚勵志社在總幹事黃仁霖領導下的工作説：「我從來沒有看見過政府公務人員，收入這樣微薄，而能做這樣勤奮的工作，你們勵志社同仁都是謹慎而節省的，你們用一塊錢去做兩塊錢的事，願你們好好保持這種精神。」:138-1398月25日，宋美齡小產，病情加重，蔣滯上海侍宋；8月26日，「其痛苦以今日為最甚」，蔣在家陪護；8月28日夜，刺客入室謀圖行刺蔣宋夫婦未遂:141。
1930年7月19日，政府財政困難，宋子文不肯籌發軍費，宋美齡面斥：「如你堅持不撥軍費，則先將我房產積蓄，盡交你變賣以充軍費；若軍費無着，戰事失敗，我深知介石必殉難前方，決不肯愧立人世，負其素志。如此則我如不盡節同死，有何氣節」；宋子文不得已答應即日勉力撥款:147。8月，宋美齡流產，事後幾度陷入嚴重憂鬱；1931年7月宋母逝世，使宋美齡深受打擊，覺得「精神沮喪、淒涼和孤寂」:108。10月23日晨，宋美齡與蒋抵達上海謁見宋太夫人，蔣在宋公館教堂洗禮入教，由江長川牧師主持儀式，除宋慶齡外宋氏家族成員全部到場為蔣祝福:148。
1931年1月10日，宋美齡具函立法院，請辭立法委員一職:150。4月13日，蔣在杭州對宋美齡與宋藹齡述説1924年春孫中山決定聯俄事：「當時徒以總理既決心聯俄，不能轉移其方針，余乃只有赴粵任事，以圖逐漸補救而已。如余當初積極反共，不去廣東任事，則總理止後，國民黨早為共產黨所消滅，中國亦無挽救之望矣。」:15110月26日，《時代雜誌》美國版封面人物為蒋宋夫婦。
1932年3月18日，蔣宣誓就職軍事委員會委員長兼參謀本部參謀總長，並發通電；同日宋美齡，稱：「吾夫子今日正式就職，為中國四萬萬蒼生作福，普天之下欣欣同慶，是為美齡祝福莫大乎此矣。」:158
1934年10月14日，宋美齡在西安舉行與西方教會人士座談會，蒋宋宣傳「新生活運動」:175。直至10月21日，宋美齡隨蒋考察西安、蘭州、寧夏、咸陽:176。之後至11月17日，到洛陽、開封、濟南、北平、張垣、大同、綏遠、太原、青島、上海視察:176-178。
1935年4月26日，「新生活運動」總會將各種服務團改為勞動服務團，總會特聘宋美齡為全國婦女勞動服務團指導長，宋美齡復允擔任:183。8月下旬，宋美齡再次小產:186。
1936年2月10日，在南京設置「新生活運動」促進總會婦女指導委員會，宋美齡擔任指導長:189。4月，受蔣之命，宋美齡擔任航空委員會秘書長:191。5月，宋美齡改組航空委員會人事，升周至柔為航空委員會主任，調原主任陳慶雲為中央航空學校校長，埋下廣東籍陳慶雲日後策動兩廣空軍軍官「投誠」之伏筆:191。11月11日，宋美齡接受國民政府頒給的三等雲麾勳章，獎勵航空委員會秘書長任上籌劃國防事功:195。

### 西安事變
1936年12月12日，宋美齡在上海寓所主持召開關於改組全國「航空建設會」事宜，其間孔祥熙趕來稱：「西安發生兵變，委員長消息不明。」:197-198楊虎城與張學良在西安扣押蔣，進行「兵諫」，發生舉世震惊的西安事變。宋美齡頓感「不啻晴天霹靂」，急停會議，隨即與孔祥熙、宋藹齡共商應對；時西安斷絕、上海謠言四起，宋美齡當夜返回南京，由孔祥熙電張學良：「此次之事，弟意或兄痛心於失地之久未收復，及袍澤之環伺籲請，愛國之切，必有不得已之苦衷。尚須格外審慎。國家前途，實利賴之。」:19812月13日下午，宋美齡與孔祥熙和宋子文參加中央常務委員會和中央政治委員會聯席會議，堅決主張和平解決；吳稚暉、戴季陶、居正等堅持立即討伐西安:200。宋美齡之主張得到馮玉祥、孫科支持，迫使何應欽同意空軍只炸西安城外，不得在城內投彈，會議同意宋美齡派人前往西安了解情況；宋美齡派威廉·亨瑞·端納飛洛陽，待張學良復電後即往西安，由黃仁霖陪同前往；行前，宋美齡分別寫親筆信給張學良、蔣介石；宋美齡懇請宋慶齡與中共聯繫，並出面斡旋以保證蔣之生命安全；宋慶齡與中共中央派駐上海之代表潘漢年聯繫，潘漢年親赴南京與宋子文、宋美齡面談:201。
12月14日，端納抵西安轉交宋美齡致蔣親筆信：「夫君愛鑒：昨日聞西安之變，焦急萬分。竊思吾兄平生以身許國，大公無私，凡所作為，無絲毫為自己個人權利着想，即此一點，寸衷足以安慰，且抗日亦係吾兄平日主張，惟兄以整個國家為前提，故年來竭力整頓軍備，團結國力，以求貫徹抗日主張，此公思為國之心，必為全國人民所諒解，目下吾兄所處境況真相若何？望即示知，以慰焦思。妹日夕祈禱上帝賜福吾兄，早日脱離惡境，請兄亦祈求主宰賜予安慰，為國珍重為禱。臨書神往，不盡欲言。專此奉達，敬祝康健。妻美齡  二十五年十二月十二日」；蔣閲後感激涕零:202。
12月15日，宋美齡接張學良復電：「京蔣夫人賜鑒：元電敬悉，語重心長，至深感佩。介公在此，極為安全，精神飲食如常，良常素知，但國家民族已至存亡最後關頭，中央非變更對外妥協政策，不足以救危亡，精誠團結，固為必要，但必須中央政策，悉合民意，始足以言團結。沉着準備，固為勝算，但強敵無厭，危機一發，何容再談準備。數年來良之擁護介公，竭誠盡智，為夫人之所深知，金石可渝，此心無二。只以愛國家愛介公發於至誠，屢經以立起抗日涕泣陳詞，文登具在，絕非虛語，乃介公之主張堅執不移，萬不得已，始有文日之舉。區區之心，為公而非為私，倘介公實行積極抗日，良仍當竭誠擁護。端納即行遄返，不盡之意，由渠面為詳陳。統祈鑒察為禱。張學良翰戌印。」:203宋美齡電端納：「各方阻我成行，然余亦決心飛陝。」:20412月19日，宋美齡通知端納宋子文獲准飛往西安:205。
12月22日，宋美齡在宋子文、端納陪同下離開南京前往西安，戴笠和蔣鼎文隨行，宋美齡將自衛的左輪手槍交給端納，「堅請彼如遇軍隊嘩諫無法控制時，即以此殺我，萬勿遲疑」:207。在張學良、宋子文陪下，宋美齡前往蔣住處，蔣「愀然搖首，淚潸潸下」:208。
12月23日，宋子文代表蔣和南京方面，張學良、楊虎城代表西安方面及中共代表周恩來在張學良公館首輪談判:209。晚宋美齡會見中共代表周恩來，周恩來希望宋子文兄妹能勸蔣同意抗日要求，以利國家與個人；周恩來也答應宋美齡做勸説楊虎城的工作，早日恢復蔣自由:210。
12月24日，宋美齡參加兩派三方談判，談判基本達成協議，據周恩來、博古聯署發給中共中央電報稱：「一、孔、宋組行政院，宋子文負絕對責任保證組織人民滿意的政府，肅清親日派。二、撤兵及調胡宗南等中央軍離西北，兩宋負絕對責任。蔣鼎文已攜蔣手令戰停戰撤兵（現前線已返）。三、蔣允許歸後釋放愛國領袖，我們可先發表，宋負責釋放。四、目前蘇維埃、紅軍仍舊，兩宋擔保蔣停止剿共，並可經張手接濟（宋擔保我與張商定多少即給多少）。三個月後抗戰發動，紅軍再改番號，統一指揮，聯合行動。五、宋表示不開國民代表大會，先開國民黨會，開放政權，然後再召集各黨各派救國會議。蔣表示三個月後改組國民黨。六、宋答應一切政治犯分批釋放，與孫夫人商辦法。七、抗戰發動，共產黨公開。外交政策：聯俄，與美、英、法聯絡。八、蔣回後發表通電自責，辭行政院院長。九、宋表示要我們為他抗日反親日派後盾，並派專人駐滬與他秘密接洽。」:210-211晚宋子文、宋美齡陪同周恩來見蔣，蔣與周恩來握手寒暄：「停止『剿共』，聯紅抗日，統一中國，受他指揮。由宋、宋、張全權代表他與我解決一切（所談如前）。他回南京後，我可直接去談判。」:211宋美齡在送周恩來出來時稱：「我等皆為黃帝裔冑，斷不應自相殘殺，凡內政問題，皆應在政治上求解決，不應擅用武力。」:211西安事變和平解決，為第二次國共合作和全民族抗戰奠定政治基礎:214。
12月25日下午，張學良釋放蔣，親送蔣夫婦等人飛離西安，傍晚抵達洛陽，12月26日抵南京:212。

### 全面抗戰和中美關係
蔣介石在國家大事上最親信宋美齡，在第二次世界大戰期間和戰後曾幾次作為蔣個人使者到美國；她的魅力和風度使她成為國際名人，而且往往能把蔣比較生硬之形象沖淡一些:16-17。

#### 組織婦女工廠和戰時學校

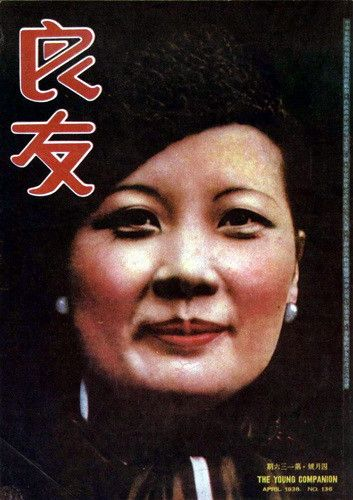
《良友画报》136期：中国空军副总司令宋美龄

1938年，宋出版《戰爭與和平通訊》；組織婦女工廠和戰時學校，為全國婦運最高指導機關。1月，美國《時代》雜誌稱蒋宋為1937年「时代年度風雲人物」，將他們的照片刊登在1938年第一期《時代》雜誌的封面，作為「新聞人物伉儷」:241-242。并指出「1937年，世界上最引人注目的國家是中國。在陸地，在海洋，在天空，中國人同入侵的日本人展開了殊死搏鬥。尤其是在上海，中國軍隊連續13周阻止了日本人的前進。在這個關鍵時刻，領導這個國家的是一位最能幹的領導人蒋中正和他的傑出夫人宋美齡。」3月10日，宋美齡在武漢出席戰時兒童保育會成立大會，在會議上稱：「不單是為人道，我們應該如此做，為救國，我們應該如此做，為支持與建立戰後的新中國，我們更應該如此做！現在的中國，正是一個多難的大家庭，而戰時流離困苦的失教失養的兒童們，這中間正有不少可以磨琢成功的精金和美玉，我們只要能夠周到的保護，盡心的教養，這一批兒童，自小就知道自強自立是怎樣的重要，自小就吃苦為常事。再不會畏難，再不會怕危險，再不會墮落，再不會不努力，而且這一批一定能夠理解互助的價值，一定具備很豐富的同情心，一定能夠知道不奮鬥就不能生存，一定能夠打倒列強，爭取國家民族光榮為終身的責任。」:2533月13日，宋美齡擔任戰時兒童保育會理事事，被選為17名常務理事之一:253-254。
戰時，她為國軍縫製軍服以及在醫院探望國軍照片，成功激起許多中國人民的愛國心。

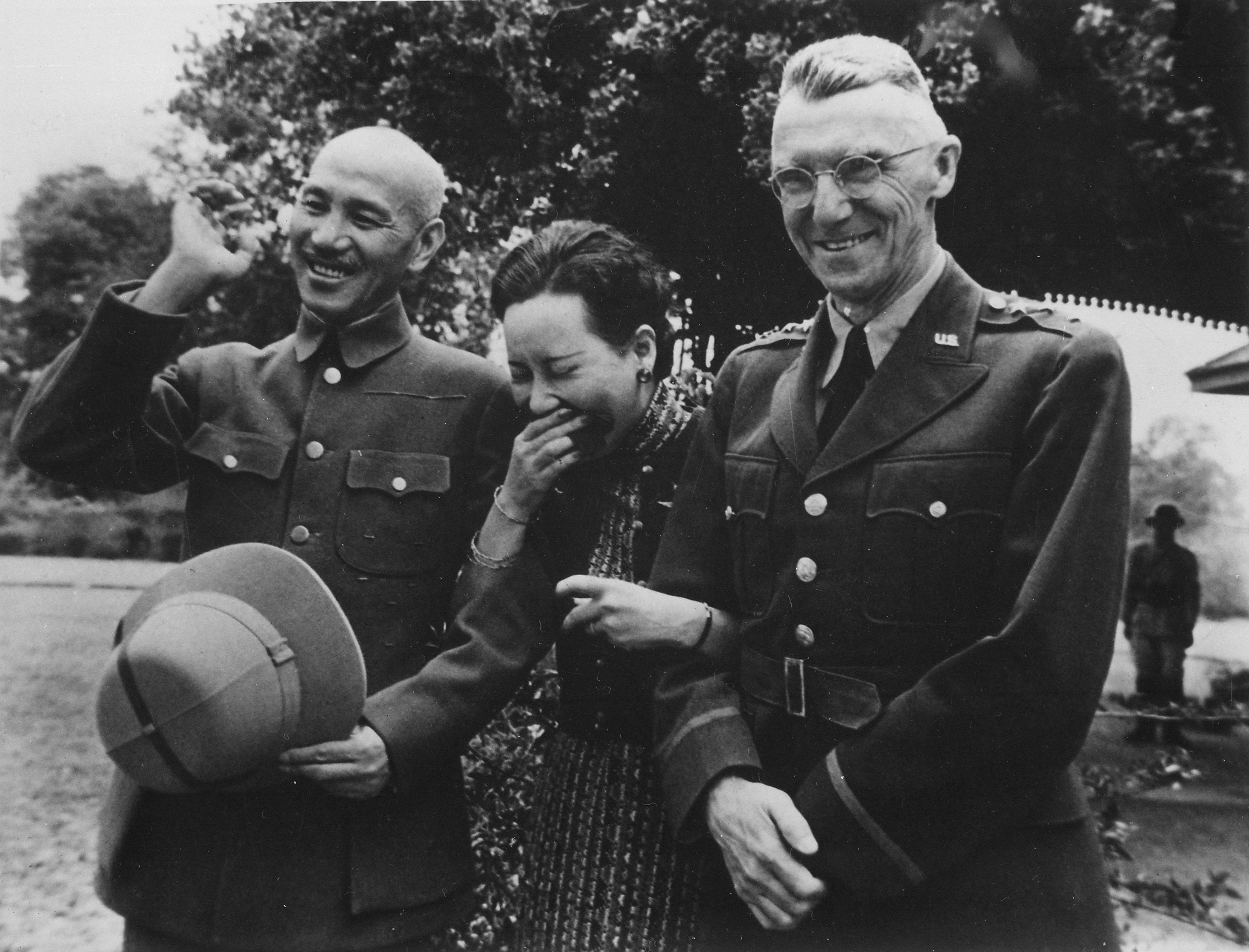
蒋中正、宋美龄夫妇與史迪威中將於緬甸，1942年

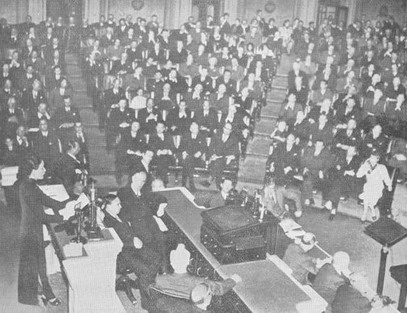
宋美齡於美國國會發表演說

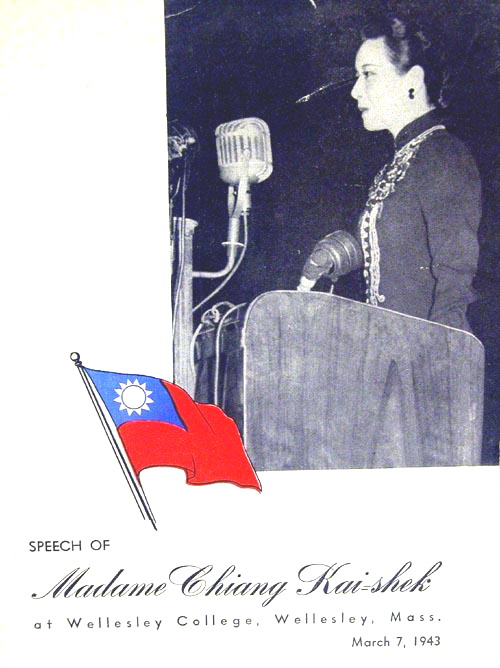
1943年宋美齡於美國母校衛斯理學院發表演說之宣傳海報

#### 赴美國國會演講

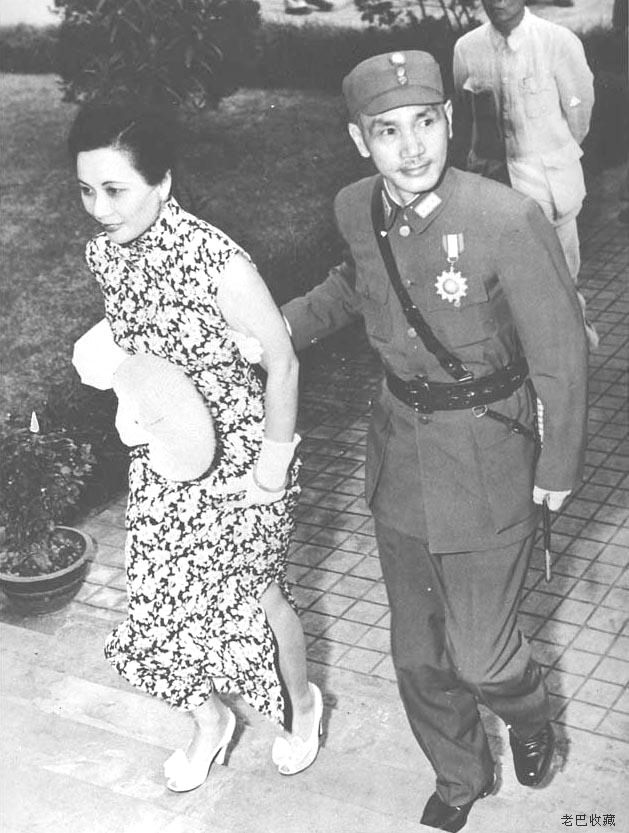
蔣中正與宋美齡，1943年

1941年12月7日，日本空襲珍珠港，太平洋戰爭爆發:340。
1942年2月28日，宋美齡以飛虎隊榮譽隊長身份，對美國飛虎隊發表講話：「你們無異是用火焰在空中寫出一些永恒的真理，給全世界都看到：第一，中國人民無畏的勇氣，第二，中國軍隊不屈不撓的精神，以及第三，中華民族永存不滅的靈魂。」:34710月31日，蔣介石擔心宋美齡「恐其有癌，不如早割」，當晚決定宋「飛美醫病」:374。11月11日，國民政府授宋美齡一等寶鼎勳章，以褒獎前任航空委員會秘書長期間，對中國航空事業作出甚大貢獻:374。11月18日，宋美齡在孔令偉和孔令侃陪同下，帶護士、秘書等20餘人前往美國，拉鐵摩爾同行:375。12月17日，羅斯福致蔣介石電文稱：「尊夫人盛名清德，此次在美，深為余夫婦及我國國民所尊敬也。」:381
為了使美國更支持和同情中國抗日戰爭，1943年2月，宋作為蒋之特使訪問美國，成為美國總統羅斯福夫人埃莉諾·羅斯福貴賓，三度訪問白宮，在白宮住了11天。她儀態高雅、言談適度，贏得羅斯福夫婦敬佩。2月18日，遵循蔣介石2月13日四封電報的要求，宋美齡在美國國會兩院聯席會議上發表演說，贊揚美國部隊的戰鬥力、美國的民主政體，介紹中國人民浴血抗戰的情況，並強調不可小視日本的軍事力量，提出要以實際行動實現中美兩國共同的理想，建立和平的世界，當天返回紐約:387。她是第一位在美國國會發表演說的中國人，也是繼荷蘭女王之後，在美國國會發表演說者的第二位女性。
隨後，宋又去美國各地發表演說，傳播媒介大量報導她的行涵，許多雜誌以她的肖像作為封面。她所到之處，人們鼓掌歡呼，慷慨捐款，支援中國抗日戰爭，總計超過25萬人聽過她演說。美國國會更順勢廢除實行已有60年惡名昭彰的「排華法案」，提高美國華人地位。

#### 《時代雜誌》封面人物
3月1日，宋美齡首次单独被美國《時代雜誌》選為封面人物，這也是她第三次成為《時代雜誌》封面人物，前兩次是和蔣中正共同被選為封面人物，其中有一次是1937年和蔣中正共同被選為年度風雲人物。
6月1日加拿大總理威廉·萊昂·麥肯齊·金親赴紐約邀請，6月15日宋美齡抵達渥太華訪問:396。

#### 出席開羅會議

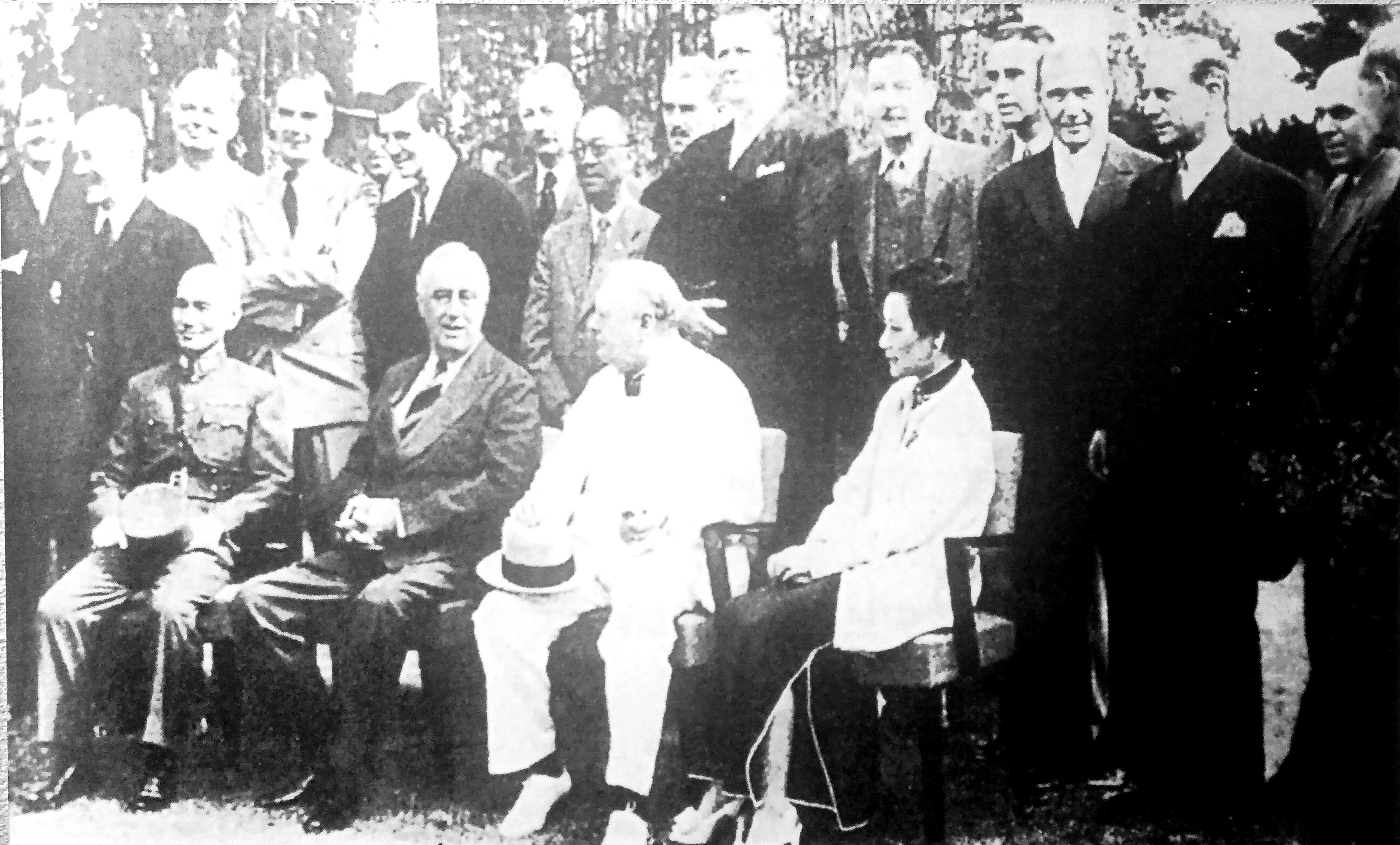
1943年11月22日，宋美龄出席开罗会议。前排左起：蒋介石、罗斯福、丘吉尔、宋美龄，为会议四位主角

1943年11月18日，宋美齡隨蔣介石啟程，11月21日抵達開羅:399。11月23日，宋美齡陪同蔣介石赴羅斯福寓邸，出席中美英三國領袖第一次開羅會議:399。由於蔣不會說英文，居中翻譯協調的工作全部由宋負責，羅斯福事後說：「我對蔣先生的印象十分模糊，現在想想，我對蔣先生的認識，幾乎全部是透過他的夫人。」英國首相丘吉爾認為「這個中國女人，可不是弱者」:214。

### 第二次國共內戰初期

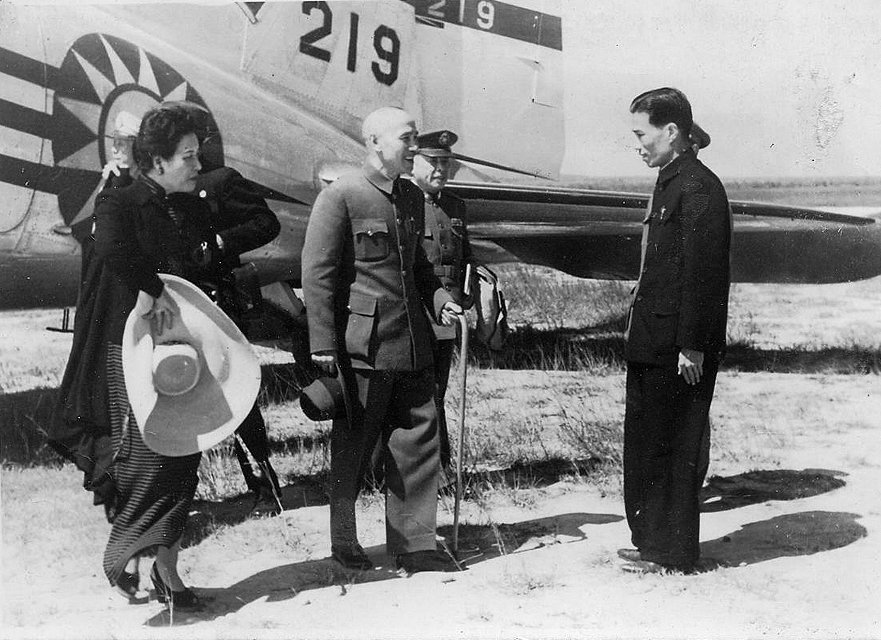
1946年10月21日，蔣介石（中）與宋美齡（左）巡視台灣，背景是C-47美齡號

1945年9月5日，宋美齡自美國返中國抵達重慶:7817。9月26日，宋美齡受任為中央婦女運動委員會主任:7840。1946年，為調停國共衝突，美國派遣特使馬歇爾抵華，接受蔣介石夫婦招待，由於接受西方教育，宋與馬歇爾在各方面交流反應，引起民情不同的中國人及部分美國人批評。7月14日，宋美齡與蔣介石由南京飛往廬山牯嶺避暑:8104。10月21日，宋美齡與蔣介石由南京飛抵台灣，國民政府總務局長陳希曾、軍務局長俞濟時、秘書沈昌煥隨行:8187。此為蔣夫婦首次造訪該地，參加「台灣光復一周年紀念」活動。
1947年4月23日，宋美齡受聘為世界婦女公民協會名譽主席:8341。4月26日，國際母親大會在巴黎揭幕，宋美齡任榮譽主席:8342。
戰後，宋美齡姐夫孔家與宋家所形成的孔宋集團在政治默許下，在貿易特許權、金融等上下其手，被許多近代史研究者認為是導致當時中國國民黨形象敗壞主因之一。
台灣公視「世紀宋美齡」第二集「奮起與挫敗」中，曾描述宋美齡親人孔宋家族以權勢謀私利。1948年10月1日，上海發生「揚子公司案」，該公司經理孔令侃（孔祥熙之子）囤積大批汽車、鋼鐵、棉紗，蔣經國迫於輿論之壓力而將其拘留；是日，宋美齡乘「美齡號」專機自南京飛赴上海親自為之調解:8687。蔣經國在上海「打老虎」，打到宋美齡姨甥孔令侃，但在宋干預下，蔣特地發一封電報給當時上海市長吳國楨處理此事，露出內心掙扎。

### 赴美向杜魯門政府求援
1948年底，國民政府在國共內戰一路失守，蔣介石爭取美國對他再次支持。11月28日，宋美齡飛往美國，商洽美援:57。12月3日，會晤馬歇爾，12月10日會晤杜魯門:230。蔣同意宋美齡直接尋求美國政府援助，且提示與美方商談時，可明白傳達其個人進退之態度:116-117然而被美國總統杜魯門冷淡處理，在美國無能為力。12月26日，蔣函電宋美齡，告知政局恐即有變化，希望其儘速返國：「其關係在桂派而不在共匪也」:27-28。12月27日，宋美齡函電蔣經國，稱蔣介石努力黨國多年艱苦，決不可輕言辭職，不負責任；再者，奉化絕非安全居住之所，免得受人暗算，廣東、台灣似較相宜，請轉告:70。12月28日，宋美齡函電蔣經國，稱蔣介石在南京如不能維持，則須赴台灣或廣州，決不能回鄉；孫中山革命數次失敗而後竟得成功，我等為四萬萬人民及將來國民計算，只能抵抗到底，不惜任何犧牲；如下野回鄉，對內不能行使政權，對外不能代表國家，無法繼續革命，而對不起孫中山，故宋美齡絕對反對，現在只能決心克服困難:71。
1949年1月21日，宋美齡函電蔣經國，稱蔣介石此次返鄉，對其之康健與安全甚為憂慮，衹要蔣介石之安全能保全，他們仍可繼續為國家努力奮鬥；希望蔣經國即日赴鄉婉勸蔣介石務必同來加拿大暫住，宋當與他們在加拿大晤面會商一切，盼望速電覆宋:78。3月24日，宋美齡派人帶消息給蔣經國，謂「美國對華政策有轉變之趨向」:172。

## 中年後期

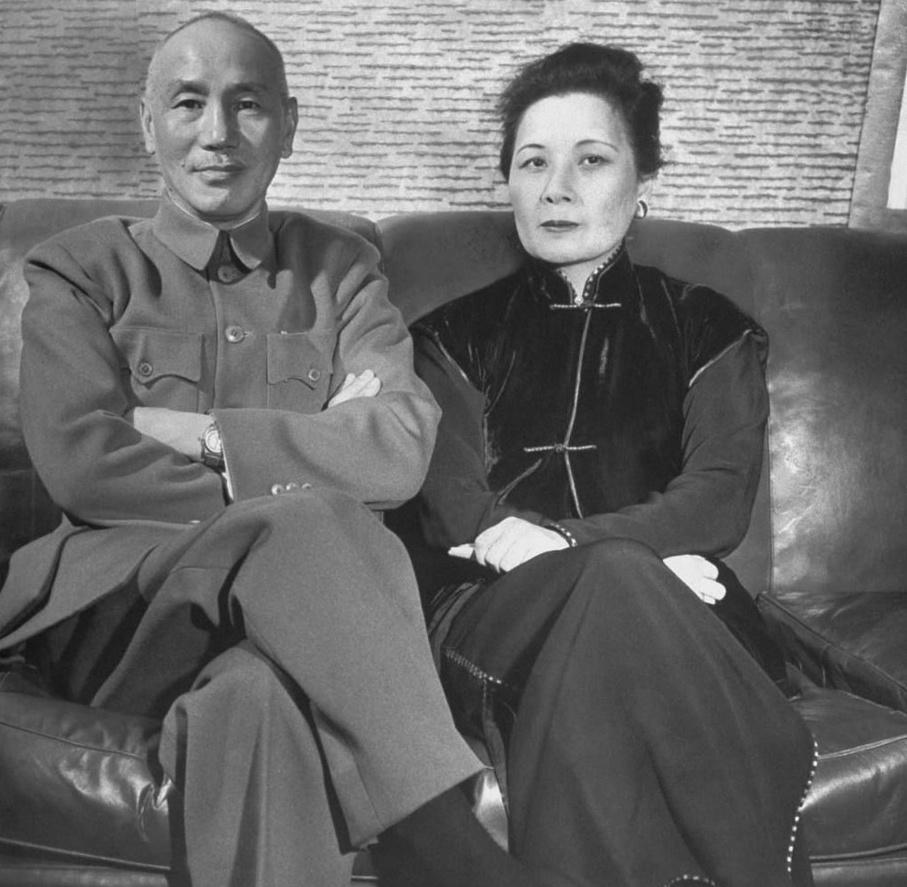
蔣介石（左）與宋美齡（右）攝於台灣，1950年1月

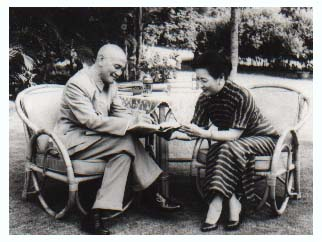
晚年蔣介石与宋美齡

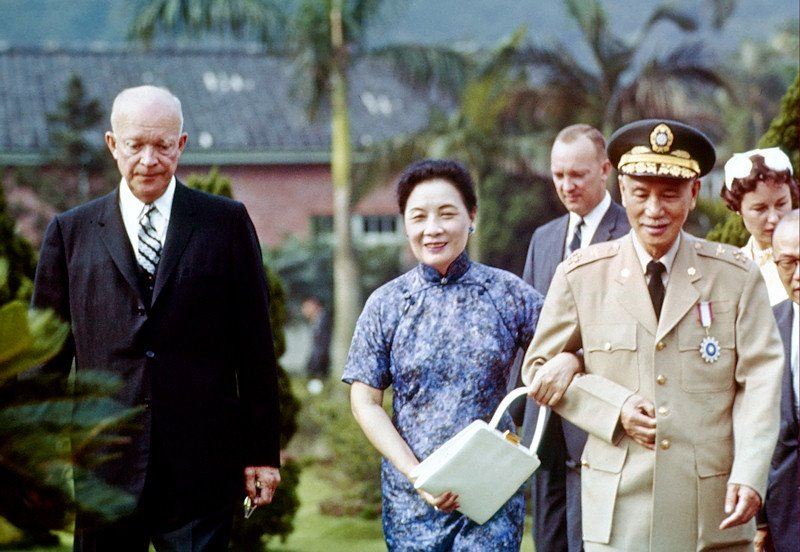
1960年6月，美國總統艾森豪（左）訪問台北，與蔣介石（右）、宋美齡（中）合影，圖後為美國駐華大使莊萊德

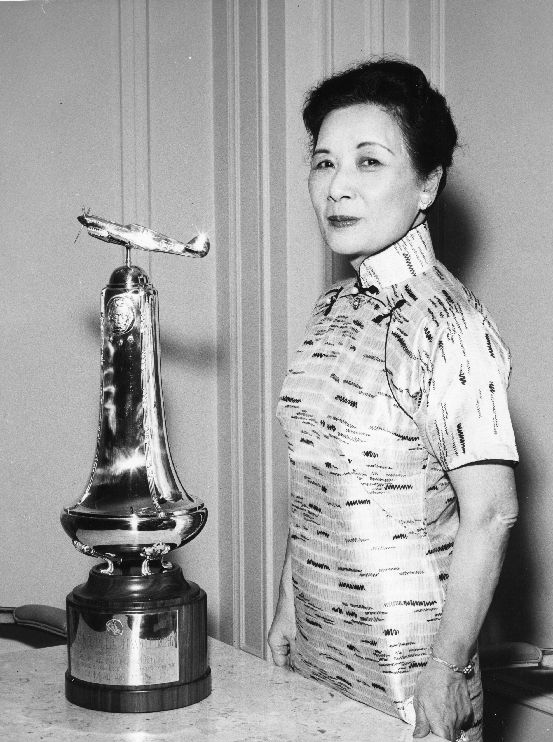
飛虎隊所拍攝的宋美齡，1965年

1950年1月13日，宋美齡自美國飛抵台灣:429。4月17日，宋美齡主持在台北賓館舉行的「中華婦女反共抗俄聯合會」成立大會，並受任為主任委員:431。並創辦華興育幼院等。

### 赴美國就醫
1952年8月9日，宋美齡因神經性皮膚病復發，赴美國就醫，當日飛抵馬尼拉後飛檀香山:441。1953年10月，宋美齡受任為中央婦女工作會指導長:75。1954年10月22日，宋美齡自美國返回台灣:79，由檀香山飛抵台北松山機場:452。
1957年7月11日，宋美齡在陽明山台銀俱樂部主持「中國防癆協會」籌備會，商討該會的組織與成立事宜，決定將台灣省防癆協會擴大為「中國防癆協會」，宋美齡被推為籌備會主任委員:468。
1958年2月4日，「中華全國體育協進會」召開年度首次常務理監事會議，決議聘請宋美齡為名譽會長:472。
1959年6月14日，宋美齡接受夏威夷大學授予榮譽法學博士學位，在畢業典禮上發表演講《思想的摹擬之害》：「技術雖決定生活的外表，精神價值卻深入我們的內在根源。不過，如忽略真理的追求，則持久的自我檢討與自我批評也仍屬膚淺而無益。對於這一點，一個唯物主義的頭腦將感無法理解，更不健康的現象是：目前有一種傾向，個人讓他自己在思想上完全為環境所同化，而擯拒一切外來的影響，甚至除了刻着環境標志的東西外，拒絕接觸一切新的情操和新的思想。緊緊跟隨着所規定的環境思想，其結果必然是使自己進入一種摹擬的程序，通過此一程序，原本可以產生豐富果實和放出異彩的個人特性與潛在的創造力遂為之凋謝窒息……應任由個人依隨其自己的氣質發展，選擇其自己的職業，允許人性中天生的自動熱情滋長，必能產生慷慨、不自私及高尚的思想，轉而有益於全人類……暗示人們獨立思想的恐怖，利用人類不惜代價求取安全的共同願望，和我們原始的輕信心理，以持他們的『虛偽邏輯』與『謬論』成為真理與實證，並得以影響政治上的不成熟者毫不質疑地接受共黨的結論……自由世界應強調思想的集中主義……應該不予強調屬部分性或自私的利益……只有加強自由制度訓練場所的學校及學院的自由體制並使之永久化才可完成」:486。6月15日，宋美齡被聯合國世界難民年「中國委員會」推舉為名譽會長:487。

### 與蔣介石居住台灣
1961年4月2日，宋美齡在士林教堂復活節禮拜默想文：「現有若干學派認為物質本身並不存在，物和心不過是許多有組織事件的適切表現而已……這種對感官方面感覺傳遞的次要現象所作的解釋，若把它當作一種科學的説明，我們固然無須予以指責，然而應注意的是，如此解釋僅僅涉及心靈活動的次要現象，至於給人類以生命活力的基本心靈活動，仍未作明白的解釋……從歷史去看智力的創造力、物質的進步，以及社會的改造，大部分都與基督教的形式和時代，密切地交織成難分難解的一片。次之，耶穌基督的為人點燃了人類的想像之火，他的言行已經成為被人類接受的智慧、道德、仁愛和人道的標準觀念。由於他心靈的純潔，他所領導的積極生活，他已永遠成為古今中外基督徒的典範……不能同意信仰係由質子和電子的作用而來，因為，無論上智或下愚，皆不能使我們中任何人相信電子和質子能在人類精神緊張和孤寂的時候，給我們以援助和慰藉。凡是精神修養成熟的人，都知道宗教信仰有如道德觀念，是超越智慧和理性的範疇和界限的。在我個人，認識上帝是先驗性的，因為它完全是直覺的……今天，我們較之以往更需要這種神聖的火花，和上帝的靈性，如在聖經舊約中宣講者，以照明我們區別善惡的知識所在處。因此，可以使人類再度發現內在魄力和辨別中，尋求這種永生以征服唯物主義的誘人的邪惡」:495-496。
1964年10月13日，宋美齡為推動高關懷青少年的輔導與教育工作，於彰化市設立臺灣省立彰化進德實驗中學，後來持續演變成現今的國立彰化師範大學；1965年8月，宋美齡飛美國訪問:110。1967年6月29日，宋美齡出席輔仁大學在台第一屆畢業典禮，接受該校授予名譽董事長:530。1971年10月25日，聯合國第二十六屆大會通過聯合國大會第2758號決議：恢復中華人民共和國在聯合國的合法席位和權利，「並立即把蔣介石的代表從它在聯合國組織及其所屬一切機構中所非法佔據的席位上驅逐出去」:541。1974年3月，蔣與宋美齡設宴餞別即將卸任離華美國大使馬康衛夫婦:131。
1975年4月5日，蔣以突發性心臟病，於下午11時50分在台北士林官邸逝世，享年89歲:133-134。4月7日，宋美齡至榮民總醫院再見蔣遺容；4月11日至4月14日，宋美齡接連4天至設在孫中山紀念館的蔣靈堂默哀；4月15日，宋美齡至慈湖察看蔣厝靈設施；4月16日，宋美齡參加蔣「奉厝大典」:553。4月28日，蔣經國繼任中國國民黨主席:553。4月29日，蔣經國午飯後，奉接宋美齡手諭一封：「經國：今天又屆你的生辰，往年我都為你設席與人共聚，一享天倫之樂。此次自父親撤手離你我之後，我們再也無此興緻作任何怡宴之擧。今晨我特別起得早，為你禱告，祈求上帝給你智慧健康和毅力，並特別賜福予你，這是我今年以此為壽。母字。」:20

## 晚年

### 孀居美國
1975年9月16日，宋搭乘中美號專機赴美，行前發表〈書勉全體國人〉，全文3,000多字：「近數年來，余迭遭家人喪故，先是姊夫庸之兄去世，子安弟、子文兄相繼溘逝，前年靄齡大姊在美病篤，其時總統多感不適，致遲遲未行，迨趕往則姊已彌留，無從訣別，手足之情，無可補贖，遺憾良深，國難家憂，接踵而至；兩年前，余亦積漸染疾，但不遑自顧，蓋因總統身體違和，醫護恐稍有怠忽，衷心時刻不寧。……如是幾近兩年，不意終於捨我而去，而余本身在長期強撐堅忍、勉抑悲痛之餘，及今頓感身心俱乏，憬覺確已罹疾，亟需醫理。……當茲小別，特抒所懷，敬致余由衷的感謝。……」:72
1978年6月17日，宋美齡向輔仁大學畢業生發去書面致辭，勸告畢業生「勿沉迷於浮淺的誘惑，必須警惕地嚴防所謂自由主義者，和更多放任人們所玩的遊戲的污染，才能確保自由心靈的生存」:564-565。12月16日，《中美聯合公報》發表，宣布從1979年1月1日起建立外交關係:567。
1981年5月23日，中華人民共和國政府將宋慶齡病危的消息通過中華人民共和國駐美國大使館轉告客居美國的宋美齡:572。5月29日，宋慶齡因患慢性淋巴細胞白血病在北京逝世，終年八十八歲；治喪委員會通知宋美齡、蔣經國、蔣緯國等人，請他們參加葬禮:572。最終，宋美齡並未出席喪禮。6月21日，輔仁大學應屆畢業生畢業典禮宣讀宋美齡書面致辭，稱「在世界各國許多的學校中，並沒有把客觀的研究本身當作教育的最後目標。它們反而變成了一知半解、混淆是非、曲解真理，甚至散布徹頭徹尾謊言的溫床和中心……在廣面（愛國和信神）及狹面（家庭關係和道德的崩潰與放縱）放棄悠久歷史考驗的傳統價值……一個擁有健全自由的文明社會最能成長、興盛，但它必須不斷注意本身的限制和約束自己」:572。
1982年7月，中共統戰部長廖承志致信蔣經國，呼籲兩岸展開和談，「相逢一笑泯恩仇」。8月17日，宋美齡在紐約發表《給廖承志的公開信》：「經國主政，負有對我中華民國賡續之責任，故其一再聲言『不接觸、不談判、不妥協』，乃是表達我中華民國、中華民族及中國國民黨浩然正氣使之然也……從未浸受西方教育之中國女子而能了解西方傳來之民主意識，在五十餘年前實屬罕見。余認為其（何香凝）為一位真正不可多得之三民主義信徒也……黃埔閲兵典禮，先總統向學生訓話時，再次稱許廖黨代表對本黨之勳獻，再次言及仲愷先生對黃埔之貢獻時，先總統熱淚盈眶，其真摮慟心，形於詞色，聞之者莫不動容……中國共產黨曲解孫中山三民主義……斷章取義，以國父容共一詞為護身符……在抗戰前後，若非先總統懷仁念舊，則世侄何能脱囹圄之厄、生命之憂，致尚希翼三次合作，豈非夢囈？又豈不明黃台之瓜不堪三摘之至理耶？……幡然來歸，以承父志，澹泊改觀，頤養天年，或能予以參加建國工作之機會。倘執迷不醒，他日光復大陸，則諸君仍可冉冉超生，若願欣賞雪竇風光，亦決不必削髮，以淨餘劫，回頭是岸，願捫心自問」:574-575。
1984年2月16日，針對鄧穎超1月16日強調祖國統一是歷史的必然，宋美齡發表《致鄧穎超公開函》：「按當時國家處境危殆，外則有世界列強企圖恣意瓜分中。加之各帝國主義藉用不平等條約之各種特權，不斷榨取我人力、物力、資源，以填其欲壑，國內則有大小軍閥猖獗，生靈塗炭，民生凋敝。我總理深感於此，乃為求中國在國際上享有平等待遇，呼籲世界助我自助，亦即是求取消束縛我國之不平等條約，但世界列強猶如聾聵不加理會，此時僅新起之蘇聯政權，別具心裁，予我革命基地廣東以極有限之械彈，得一箭雙雕之收獲。當時，蘇聯政權被各國歧視，世界地位極其孤立，其予我一臂之助，既可博得全世界受壓迫眾生之好感，並又可以之炫耀於列強之前，顯示蘇聯政權乃是正義感之政權。且在廣大之中國，順理成章，樹立一將來征服世界不絕之兵源，亦即充當其炮灰之資源，假此機會肆意吸收訓練基幹分子，以貫徹由蘇俄所控制之全世界蘇維埃帝國藍圖之推行與實施。……曾與大姐孔夫人數度與先生聚首交談時，徵詢先生對當時抗戰問題及國家前途之展望，余二人均認為先生識解超群，娓娓道來，理解精透，所談及之問題均無偏頗之處，實我當時女界有數人才」:577-578。
1985年1月29日，宋美龄密电蒋经国，建议蒋以中华民国政府名义，针对《中英联合声明》发布一单边性郑重声明，在1997后允许英国托管香港三十年。蒋经国并未采纳此建议。宋美齡向輔仁大學應屆畢業生發表書面贈言：「基督教服務犧牲和博愛寬容的精神……並不是姑息的容忍；因為寬容是在日常生活錯綜複雜的社會人際關係中，為避免摩擦，改善氣氛，所不可缺少的做人態度，並不必對是非善惡的基本原則有所犧牲或妥協。姑息的容忍則是另一回事，它可縱容罪惡而犧牲基本原則，如果不是根本忘了善惡之分，便是有意顛倒是非……在你們畢業的時刻，我要説明一個過分強調善意、會破壞紀律，並造成持續數代不良影響的例子。日本自第二次世界大戰失敗後，由於自貶造成全面的自我批評，其中特別令人想到在民族教育方面的強烈批評。日本由於戰敗的恥辱以及自認不如人的複雜心理交織，於是全盤採行美國教育的哲學與結構。然而，經過四十年模仿的結果，他們開始了解，全盤採行美國制度只強調一面，已造成種種不良的後果，因此有必要重新調整步調。於是又重新提倡佛教、日本神道教以及儒家思想的文化價值，將這些傳統思想與某些西方的理念，折衷地融合……（美國人民）目睹美國連續在政治、外交上的挫敗而幸災樂禍、美國知識分子以盡量詆毁美國各項缺點以表現自己的學術勇氣與身價……（希望畢業生們）勤於思考把持正確方向，明辨是非為理想而奮鬥」:582-583。

### 短暫回流
1986年10月25日，宋美齡由蔣孝勇陪同，自紐約飛抵台北:584。10月31日，宋美齡主持在台北中正紀念堂舉行的蔣介石百年誕辰紀念大會，並致詞「希望大家再進一步發揚無私無我的精神，把艱苦建設的責任擔當在自己的肩頭，讓中華民族世世代代都能享受更多的自由幸福，國家得到真正的自由平等，讓三民主義的光輝普照大陸」:585。同日發表〈我將再起〉的文章：「尚憶江西清剿時代，於收復地區，我們一面發起『新生活運動』，一面則推動鄉村服務與重建工作……民國二十六年，美齡結合婦女團體，發起及創立搶救各省戰地烽火與父母失散『孤苦伶仃』孑然一身嬰稚之摭聚及保育機構。二十九年（1940年）戰況正趨激烈，而國際局勢益見陰霾之時，美齡亦不時振筆為文，以期鼓舞純正的愛國思想，並建立堅強無比的信心，這些文字，經合刊成書，題名為〈我將再起〉」:585。「先總統還特別寫了一篇序文，肯定『中國將必從它的許多艱難困苦中，崛起而為一強大的國家。』但也同時提醒國人：『只有拿出堅忍不拔的勇氣向前邁進，我們才能使一個新的中國屹立於世。』」引起臺北政壇議論。
1986年12月3日，宋美齡發表專門暢談年來所思所感：「毫無疑問的，美國有太多值得贊譽的事。杰弗遜的民主理念，大體上在這個國度裡推行，可説是順利的，然而我們必須着眼於整個北美大陸，即使在法國與英國殖民時期，先有一些具有更獨立和更冒險精神的男女們所移植；許多來到這個新世界的人，是以他們認為敬拜上帝的合適方式，他們或擯棄、或培育、或採納、或創立新的傳統、社會規範和文化，使能更適應他們當地環境的需要。換言之，美國的偉大，源自不為過去的泥濘孑孓似的寄生蟲所覆蓋，凡此將阻擋想像力，並阻擾足以勃發的成長。新大陸的立國先民，享受到不曾為傳統中敗壞的因素所壓制和發展；美國這個國家能夠自主的選擇，採納她所需求而掙脱羈絆。因此，放縱個人的創意及動力，而促成許多發明創造的機會。幾乎可以説，對每個人而言，提到亞美利堅這個名字即會聯想到她是一個年輕而有勇毅且是充滿活力而又美麗的一個國家，由具有崇高理想的男女們所工作和生活的住所，他們充滿真善美的人性光輝，具有廣博的胸襟氣度，並對自由全力奉獻投入。而他們的子孫則都被教導公民和政治自由的責任，而自稚子開始訓導使確知這是每一個美國人與生俱來的權利……我所關切的是一些對未來不祥的徵兆。很明顯的由種族偏見造成的盲目的愛國主義再度在日本昂揚起醜陋的頭顱，因為潛伏的軍國主義先鋒又在日本崛起……但是面對一九八六年的今天，在日本戰敗與盟國占領下，並歷經四十餘年的民主化和國民大批出外觀觀光的結果，應可使日本人更意識到外在世界的存在。日本民族不應再有偏狹觀念，不則仍會預兆着黑暗與不祥，對於日本天皇正當的向奎諾總統（菲律賓）表示了他的遺憾與難過，仍然有人大表反對，真是令人不可置信……早在一九八二年七月二十四日，路透社曾自東京報道説，日本文部省決定要刪除在學校教科書上任何有關日本在一九三七年到一九四五年間對中國發動戰爭的『批評性文字』。這個纂改侵略及大屠殺的種種行為，文部省竟然狂言説是『一項審定政策』；而且是『既客觀又公正的』。忽視事實真相的教育是為了實現這句譏誚諷刺的格言：『無知便是福』。日本內閣在世界輿論的壓力之下，已有腼然之意，而不再贊成這種做法，那位大臣因而就被迫辭職了，封建時期武士道的英雄事迹確實是一種令人贊佩對部落民族的忠誠，適合現在的青少年或成人茶餘飯後消遣時光的，但是在廿世紀的現在，此種像發生在十七、十八世紀的野蠻行為，頌揚暴力與大屠殺的英雄式崇拜，已經不再符合現代文明人的信念……知識分子不同於一般人的許多事實之一，在於他們缺乏直接的責任，或是沒有第一手知識，或是缺少實際經驗。但是在從事批評時，他們十分苛刻，卻又提不出方案與解決辦法，最重要的是沒有責任……民主政治不應對外國的方式照單全收。……在此並不完美的世界中，民主政治無疑是最高等的政府形式，然而正如同目前，在近二年中，雷根總統以及好些明理之士就常常指責民主政治有時不免失之偏袒，未能照顧到全民的福𧘲」:586-589。
1987年6月12日，宋美齡向輔仁大學畢業生發表畢業贈言：「在過去的廿五年裡，盡人皆知，美國的教育，因受放任哲學的影響，而導致了嚴重的衰退。家長的隨便態度和教學的不良環境，更對學生造成了實質的傷害……言論自由的口實已遮掩了是非真相，推倒了真民主，但並沒有推倒我們舉世所見之代用的假民主。在這種情況下，『左』傾的或極左派分子往往因而獲得榮寵……諸位（畢業生），有朝一日幾乎都會為人父母，很可能必須在這世風日下的世界中，面對如何以『明暗對照法』的方式來教導孩子們明辯是非。你們肩負的重責大任，不光是如何設法使你們的子女發揚所長，貢獻給我們這個社會大家庭，而且更要贏取世人對我們中國人的尊重」:590-591。

#### 蔣經國過世
1988年，蔣經國過世，享年78歲。副總統李登輝繼任總統。1月26日，宋美齡致信國民黨中常委，稱此時選舉主席時機不當，應在國民黨「十三全」時決定比較適合:593。中國國民黨擬推李登輝代理黨主席之前，宋致函當時國民黨秘書長李煥表達異議，認為此事不宜過急。2月，李登輝表示，中華民國的國策就是只有「一個中國」的政策:595-596。7月，中國國民黨第十三次全國代表大會通過李登輝總統為黨主席。
7月8日，宋美齡出席中國國民黨第十三次全國代表大會，委托大會秘書長宣讀《老幹新枝》的講話，稱「眼前正值緊要關頭，老成引退，新血繼之，譬比大樹雖新葉蕞生，而卓然置於地者，則賴老根老幹。於今黨內白髮蒼蒼、步履蹣跚者，不乏當年馳騁疆場之鬥士或為勞苦功高之重臣，其對黨國之貢獻，絲毫不容抹殺，當思前人種樹，後人乘涼。夫國之強，黨之壯，賴有一定之原則，連續生存之軌迹，創新而不忘舊，前進而不忘本……今後黨之發揚光大有賴紀律之恪遵，有品有德優秀人員之引進，然而其不容變者則是黨之精神、黨之原則、黨之方向及黨之紀律，其不可有者則為藉黨逞私欲、個體求炫眾、標新立異，動搖國本……坊間新聞媒體對國事之批評與建言，應訴諸社論專欄，堂堂正正供大眾判讀，若任意制造民意，混淆視聽，則非所應為，而為國人所棄……崇尚民主，慎防爾『民』我『主』……黨主席表率全黨，其產生應根據黨章，不宜草率為之。諸位同志身負重托，心繫安危，自當內和不同、外納輿情，求新而非排舊，守紀而拒乖張，法律必須嚴格遵守，暴亂亟應依法切實制止，庶幾可以推行民主，鞏固經濟，在黨主席領導下群策群力繼續發揚本黨輝煌歷史」，引發各界諸多猜測:594-595。是她在台灣公開政治場合最後一次發表演說，蔣家在台灣四十年統治亦正式結束。
1989年，李登輝讓郝柏村升任國防部長，實際上是讓他離開參謀總長之位。當時李登輝被召到士林官邸蔣宋美齡面前，蔣宋美齡用「Please listen to me」做開場白，向李登輝表示能夠號令軍隊的只有郝柏村，要求不要換掉他參謀總長的位置。蔣宋美齡用英語夾雜上海話告訴李登輝。李登輝只能用英語溝通，並以聽不懂為由請蔣宋美齡用筆寫下來，他記得紙條上有「非法命令」的字樣。最終李登輝並沒有聽她的話，如期更換參謀總長。:69-70:53-54

### 重返美國
1991年7月15日，宋美齡指示「婦聯會」總幹事辜嚴倬雲速購糧食與藥品，通過紅十字會等機構送往中國大陸，救濟遭受洪災的民眾:599。9月21日，宋美齡離台赴美，李登輝等人至機場送行:599。宋美齡搭中華航空波音747SP專機再次赴美國長期休養，她從官邸帶走大批行李共100多箱。
1992年9月10日，中華民國監察院聯席會議通過監察委員林純子所提「宋美齡赴美使用通行狀暨士林官邸長期占用公地」彈劾案的調查報告，指控宋美齡為卸任總統夫人，使用外交公務護照違反規定:600。由於赴美時是持「元首通行證」離境，曾引起批評，中華民國外交部於1994年9月7日主動說明行政院已專案核准要給宋一本外交護照；承認過去讓宋持用「元首通行證」免驗出關不正確。赴美後，宋美齡由外甥女孔令儀照顧，深居簡出，幾乎不接受外人拜訪。

#### 返台探視病危的孔令偉
1994年9月10日，上午宋美齡飛抵台灣，蔣孝勇等人同機回台，前往慈湖謁陵，下午至振興醫院探視已患直腸癌晚期的孔令偉，當晚留宿振興醫院，至9月13日下午始返回士林官邸，9月16日下午回振興醫院探視孔令偉:602。9月19日下午，宋美齡離台赴美:602。11月16日，宋美齡參加在紐約曼哈頓方磚教堂舉行的孔令偉追思禮拜與上州墓園舉行的安葬典禮:602。
1995年7月26日，上午由紐約飛抵華盛頓，下午接受美國參議院多數黨領袖杜爾及參議員賽蒙分別代表共和黨及民主黨邀請，出席美國國會為她舉行的致敬酒會，並發表講話，當晚返回紐約:603。時值第二次世界大戰結束五十週年，致敬酒會表彰宋美齡在第二次世界大戰期間，對中美關係所做貢獻。
2000年1月1日，宋美齡出席紐約《世界日報》舉辦「蔣夫人宋美齡女士暨書畫名家跨世紀千禧聯展」畫展開幕式:609。9月8日，以中國國民黨中央評議委員會主席團首席主席身份，以通信報名完成黨員重新登記手續，成為中國國民黨終身黨員，並親筆簽署絕不參加或支持其他政黨的黨員規約:610。
2001年10月23日，中華民國婦女聯合會秘書長辜嚴倬雲代表宋美齡，參加在夏威夷舉行的張學良追思禮拜及公祭:611。2002年3月25日（陰曆二月十二日），在紐約寓所與辜嚴倬雲、林澄枝、秦孝儀及孔令儀夫婦、宋仲虎夫婦、蔣方智怡等人共度生日:612。孔令儀透露，已在紐約上州芬克裡芙墓園備好蔣夫人室內墓地，遺體不回台灣。
2003年3月，宋美齡因患重感冒住院療養:612。3月14日，台灣駐美代表程建人夫婦與駐紐約辦事處處長夏立言夫婦與蔣宋家親屬等人至寓所祝壽，因宋美齡3月12日才出院，身體仍須休養，未接見訪客:612。10月中旬，宋美齡出現輕微肺炎迹象，左肺出現鈣化:612。

#### 紐約逝世
2003年10月23日美國東岸時間晚上11時17分，宋美齡於紐約曼哈頓寓所逝世，彼時孔令儀夫婦、蔣友常在旁陪伴；美國主要媒體都報道宋美齡逝世:612。宋美齡享嵩壽105歲，是第二次世界大戰中各參戰國領袖及夫人中最長壽者。10月29日，宋美齡停靈的紐約法蘭克林坎爾貝殯儀館開放外界吊唁:613。10月30日，宋美齡靈柩由周聯華牧師及家人護送，移至紐約上州芬克里夫家族墓園:613-614。11月5日，宋美齡追思會在紐約曼哈頓聖巴托羅繆大教堂（Saint Bartholomew Church）舉行，美國共和黨參議院多數黨前領袖杜爾及民主黨前聯邦參議員賽門夫婦、前美國總統小羅斯福孫媳、前紐約市長朱利安尼、尼加拉瓜、格瑞那達及教廷駐聯合國代表等人參加:614-615。在追思會開始前，連戰將中國國民黨黨旗交予宋美齡家人以示敬意，後在追思會上發表題為《風雅常親——紀念宋美齡女士》的談話，稱宋美齡是二十世紀最傑出的女性領袖，是中美之間友誼的永恆象徵:615。宋美齡告別式是蔣家多年來的大集合，除了身體健康不佳的蔣方良沒能前去外。包括蔣孝文遺孀徐乃錦、蔣孝章俞揚和夫婦、蔣孝武前妻汪長詩、遺孀蔡惠媚、蔣孝勇遺孀方智怡、蔣緯國遺孀丘如雪，子蔣孝剛以及第四代的蔣友梅、蔣友蘭、蔣友松、蔣友柏、蔣友常、蔣友青等皆出席。

## 身後反應

### 台灣
台灣社會各界均表達對蔣夫人過世感到難過，並高度肯定其對中華民國與中國國民黨的貢獻。許多民眾主動前往設在臺灣各處的簡易靈堂，向這位「永遠的第一夫人」致敬。
當時在中國國民黨中央黨部、中華民國婦女聯合會、振興醫院均設置靈堂，後兩處2003年10月25日有數百人前往弔唁。10月25日，連戰夫婦、林澄枝及台灣駐紐約辦事處處長夏立言等人至宋美齡寓所致悼:613。
2003年10月26日，設置於中正紀念堂的宋美齡靈堂正式開放:613。同日，蔣方智怡針對李登輝曾於一座談會稱宋美齡當年「聯美抗日」是以「『賄賂』羅斯福家族的方式換取美國對中國的支持，是所謂的『中國料理』」，稱：「蔣夫人在中華民國處於內憂外患時還能抱病前往美國，主要是與美國前總統羅斯福的情誼；而她在美國國會演講中痛斥日本侵華舉動更讓美國人知道日本的真面目」，斥李登輝所云毫無依據，違背倫理道德:613。
時任副總統呂秀蓮前往中正紀念堂的靈堂前致悼時表示，蔣宋美齡是「舊時代的新女性」，「希望臺灣人民在緬懷蔣宋美齡的同時，也應學習她的時代精神，也就是女性對於國家興亡也有同樣的責任。」。
2003年10月27日，中國國民黨召開宋美齡治喪籌備會，商討治喪事宜，決定由中國國民黨、親民黨、新黨與中華民國婦女聯合會成立治喪委員會，連戰擔任治喪委員會主任委員，宋楚瑜、郁慕明、辜嚴倬雲擔任副主任委員:613。
2003年10月28日，蔣方智怡在駐紐約台北經文處稱，宋美齡遺體將暫厝紐約，日後再安葬慈湖:613。
2003年10月31日:614，中華民國政府由時任中華民國總統陳水扁頒發褒揚令：

故總統蔣中正夫人宋美齡女士，資賦穎秀，維四岳之通靈；才慧雙修，隨百花而誕降。早歲負笈遊美，卒業麻州衛斯理女子學院，學貫中西，超群拔萃；相夫弼政，瀝膽披肝，歷經開國、靖難、剿共、抗戰、戡亂等諸役，尤以西安事變，蹈危履險，深入虎穴，厥績至偉。抗日戰爭期間，週旋壇坫，應邀赴美國國會參眾兩院演講，蜚聲海甸，鞏固中美邦誼，終至勝利。出席開羅會議，確保我國領土完整，盛譽揚輝，貢獻至鉅。為我國空軍建軍，展佈新猷；創辦華興育幼院，施愛遺孤；成立中華婦女反共抗俄聯合會，恢弘婦權；籌設振興復健醫學中心，澤惠群民。綜其生平，跨歷三世紀，惠愛在朝野，簡冊留芬，允垂世範。上壽歸真，殊深軫悼，應予明令褒揚，以示政府崇念懿德之至意。

總　　　統　陳水扁　　　　
行政院院長　游錫堃　　　　

2003年10月31日，总统陳水扁至紐約宋美齡寓所，頒贈宋美齡家人國旗與褒揚令，蔣孝剛代為接收:614。由於家屬認為宋美齡已經入殮，致送之國旗與中國國民黨主席連戰致送之黨旗到紐約後，家族並未舉行覆棺儀式。宋美齡與宋子文、宋靄齡、孔祥熙都安葬於紐約芬克里夫墓園。
2003年11月21日，中國國民黨、親民黨、新黨及中華婦女聯合總會共辦的「蔣夫人宋美齡追思會」在台北中山紀念館舉行:615。
時任總統陳水扁原指示在宋美齡出殯日降半旗，但因太晚得知日期而取消。

### 中國大陸

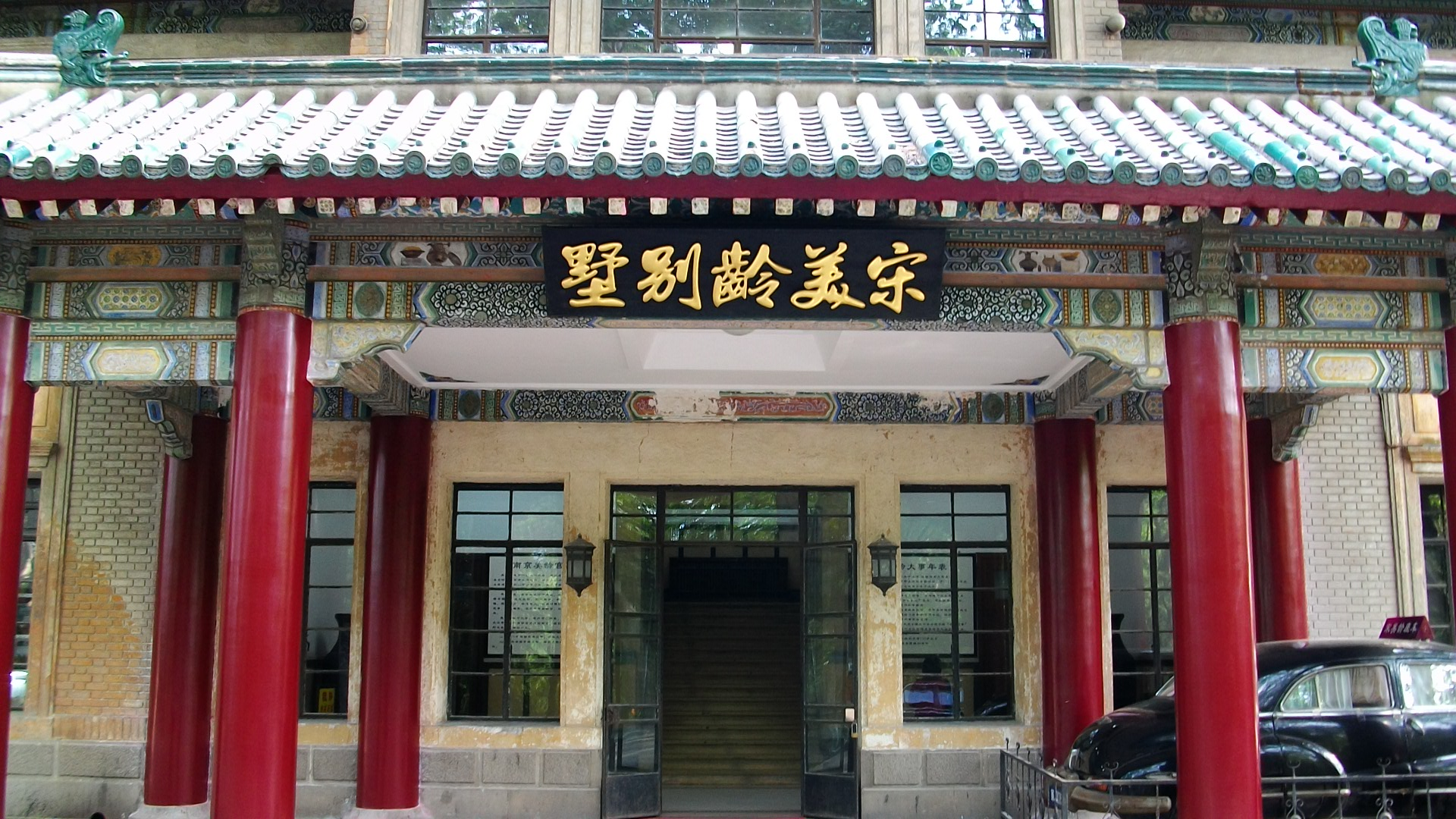
南京宋美龄别墅

中國大陸民間和官方均肯定她在抗日戰爭時對中國的巨大貢獻。
中國中央電視台《新闻联播》在报道宋美龄逝世时，赞扬她在第二次世界大战期间到美国游说联合对抗日本。
中国人民政治协商会议全国委员会主席贾庆林、海峡两岸关系协会会长汪道涵、中国国民党革命委员会中央委员会主席何鲁丽、宋庆龄基金会都向宋美龄亲属发去唁电，对宋美龄女士逝世表示哀悼。

贾庆林唁电全文如下：

宋美龄女士亲属：
惊悉中国近现代史上有影响的知名人士宋美龄女士逝世，我谨代表中国人民政治协商会议全国委员会表示深切哀悼，并向你们表示诚挚慰问。
中国人民政治协商会议全国委员会主席 贾庆林
二〇〇三年十月二十四日

並發表談話稱：「宋美齡女士是中國近現代史上有影響的知名人士，她曾致力於中國人民抗日戰爭，反對國家分裂，期盼海峽兩岸和平統一、中華民族興盛。」

汪道涵的唁电全文如下：

纽约 宋美龄女士亲属：
　　惊闻宋美龄女士仙逝，深表哀悼！
　　宋女士一生历经世事沧桑。半个多世纪前，民族危亡存续之时，投身全民抗战。晚年萦怀两岸关系，期望国家统一、民族昌盛。鹤驾已西，鸾音不再，令人憾惋。
　　谨向亲属表达诚挚慰问！
汪 道 涵    
   二〇〇三年十月二十五日

### 美國
2003年10月24日，時任美國總統喬治·沃克·布什發表聲明，對宋美齡逝世感到悲傷，稱宋美齡畢生都是美國的摯友，世世代代的美國人都將記得且尊敬她的才智與堅毅:612-613。布什表示：「蔣夫人永遠是全體美國人民的親密朋友，為她的過世感到十分難過。」

## 评价

### 正面评价
国民党宣称她為「中國空軍之母」:154，中華民國民間也有「永遠的第一夫人」的稱謂。:223
美國總統羅斯福稱宋美齡與外國人打交道是「與眾不同的特點」:202。
美國總統理查德·尼克松認為：「我認為蔣夫人本人憑她的智慧、口才和精神力量也足以成為一個重要的領導人。……蔣夫人文雅，衣着漂亮，富有女性風格，卻又很剛強。」:15。
美國國務卿基辛格評價宋美齡：「一位亂世美人，以女性的非凡情感，影響了大千世界，值得我們永遠品味和思考。」:441
美国总统罗斯福儿子埃利奥特说：“蒋夫人多年来始终是以一种征服人的魅惑与假装对她的谈话对方发生兴趣的方式来应付人——尤其是男人，这已经成为她的第二性格。我怕看她的第一性格发作，说实话，那会吓坏我。”
陳香梅：「對年輕一代而言，美齡女士的一切是如此遙遠而近乎神秘。但從歷史的角度來看，中國近代史的風雲人物，沒有一位能和她一較雌雄。」:1
孫穗芳：「宋美齡雖已走入歷史，但其睿智、堅毅、優雅的形象卻留在人們的心中。尤其是她有一顆中國心。」:1
陸鏗：「在沒有見到宋美齡之前，以為她一定是高高在上，不大理人；沒想到得遇宋美齡後，見到她對每個工作人員都是笑咪咪的，給人以和藹可親的印象，沒有一點架子。」:1

### 负面评价
中国民间曾用这样一首民谣来评价宋氏三姐妹：“一个爱钱、一个爱权，一个爱国”，分别是指霭龄、美龄和庆龄。
美国将军史迪威於1942年4月1日於日記中稱：“喜欢权力，重名譽，喜奉承……對蔣介石有很大的影響力”:214。
美國總統羅斯福夫人埃莉诺说：「她可以把民主談得很漂亮，但她不知道如何生活在民主政治裡。」
李敖 ：「全世界没有一个人这么凶悍的，主张原子弹丢到自己的国家，蒋介石的老婆宋美龄就如此！」
柏楊：「宋美齡除了有一個中國人的面孔和西方教育習慣的生活外，在她的內心深處，埋藏著的卻是中國傳統當權派的封建暴力。」:1

## 逸闻
1986年1月20日，宋美齡函電蔣經國：「……余在白宮作晤強欲其供給余美籍護士小姐三餐事實上從未有過彼等不住白宮從未吃過一頓白宮飯再說余每日換被單五次在二十四小時內袛睡一次其他時間均有節目會客與羅總統談話焉有睡五次哉？……」:648
管碧玲2017年6月參加李登輝在中山大學演講，及後在她自己的臉書頁面稱：演講中李登輝說當年為了軍隊國家化，準備把郝柏村拔除參謀總長的位子，讓他去當國防部長。這件事，驚動了蔣宋美齡。蔣宋美齡把他叫到士林官邸，告訴他國家安全很重要，軍隊負責國家安全，千萬不要換掉參謀總長，他當時假裝聽不懂蔣宋美齡的口音，跟蔣夫人說：「你的上海話我聽不懂，是不是請你寫成一個報告給我。」李登輝說，「這份報告現在還留著」。
美國政治作家默爾·米勒在未經杜魯門授權的杜魯門傳中宣稱，杜魯門曾大罵蔣、宋、孔家族侵吞美援：“他們都是賊，個個都他媽的是賊（They're all thieves, every damn one of them）……他們從我們給蔣送去的38億美元中偷去7.5億美元。他們偷了這筆錢，而且將這筆錢投資在巴西的聖保羅，以及就在這裡，紐約的房地產。”1995年，杜魯門傳記作者、美國歷史學家羅伯特·H·費雷爾指出此書所記載的談話多為虛構。
2019年行政院不當黨產處理委員會根據婦聯會財務資料發現，婦聯會自1990年4月起，每月提供宋美齡1萬2500元美金（約新台幣37萬5000元）奉養。此外，宋美齡紐約寓所的電梯工程費用也是由婦聯會支付。被問到媒體報導是否為真，婦聯會主委雷倩表示「黨產會查到的資料根本沒拿給我們看，至今扣住婦聯會資料、選擇性放話，讓婦聯會無從回應，完全不對等，若我看帳簿，就可以回應了。」黨產會發言人施錦芳受訪表示，關於婦聯會補助蔣夫人部分確實有部份資料記載，但因尙未有其他資料佐證，本會對此予以保留。
宋美齡在美國所住房地產先後包含：長島槐谷及曼哈頓上東區雙層公寓兩處。前者是以其大姊宋靄齡及孔祥熙名義於1960年入手，1975年失勢後到1998年所居住之處，整座莊園含建築共37英畝，1998年被拍賣共售得300萬美元（超過上億台幣）；後者則座落在曼哈頓蛋黃區，房子在孔令儀大弟令侃名下，為40坪樓中樓，歐巴馬卸任後原本有考慮搬進同棟公寓。因此，在宋美齡逝世時，其外甥女孔令儀特別表示，宋美齡僅留下12萬美元存款，名下無任何財產。
宋美龄曾为在民国时期发行的《丁丁歷險記》担任过中文版本的译者，该书籍经已绝版。

## 著作
- 宋美齡  :《我的宗教經驗譚》.  上海: 廣學會, 1938. （页面存档备份，存于）  基督教文藝出版社藏書,  香港浸會大學圖書館. 華人基督宗教文獻保存計劃.
- 蔣介石夫人  :《基督教與新生活》.  上海: 廣學會, 1940. （页面存档备份，存于）  基督教文藝出版社藏書,  香港浸會大學圖書館. 華人基督宗教文獻保存計劃.
- 《宋美龄自述》2004年团结出版社
- 《宋美龄回忆录》2010年团结出版社

### 文集
- 《蔣夫人宋美齡女士言論選集》中正基督教会网
- 《蔣夫人言論彙編》1956年，蔣夫人言論彙編編輯委員會編印
- 《蔣夫人言論彙編（續編）》1959年，蔣夫人言論彙編編輯委員會編印
- 《蔣夫人言論集》 1977年，中華婦女聯合會印行
- 《宋美龄文集》（5卷），2015年，苍璧出版有限公司

## 荣誉
- 钻石大十字级秘鲁太阳勋章（1961年）[64]
- 建国勋章大韩民国章（韩国，1966年）

## 影視形象

### 電影
香港：
- 1997年《宋家皇朝》，鄔君梅飾演

中國大陸：
- 2009年《建國大業》，鄔君梅飾演
- 2015年《開羅宣言》，劉嘉玲飾演

### 電視劇
中國大陸：
- 2007年《西安事變》，姜南飾演
- 2011年《中國1945之重慶風雲》，蔣勤勤飾演
- 2015年《少帥》，高麗雯飾演
- 2016年《東方戰場》，俞飛鴻飾演
- 2019年《決勝時刻》，周濤飾演
- 2019年《外交風雲》，文馨飾演
- 2021年《大决战》，刘涛饰演
- 2021年《光荣与梦想》，高圆圆饰演

### 音樂劇
台灣：
- 2006年，音樂時代劇場/大風劇團 《世紀回眸-宋美齡 》，洪瑞襄飾演

### 引用
1. 1 2  「Date of birth: 12th day of the 2nd mon., 24th year of Kuang Hsu」，宋美齡護照 （页面存档备份，存于），1907年7月31日，現存於西雅圖國家檔案資料管理中心，美國國家檔案號298972
2. ↑  「下午，寫妻信及手抄《真美歌》，祝妻四十六歲誕辰。」，蔣中正日記，1944年3月4日
3. 1 2 3 4 5 6 7 8 9 10 11 12 13 14 15 16 17 18 19 20 21 22 23 24 25 26 27 28 29 30 31 32 33 34 35 36 37 38 39 40 41 42 43 44 45 46 47 48 49 50 51 52 53 54 55 56 57 58 59 60 61 62 63 64 65 66 67 68 69 70 71 72 73 74 75 76 77 78 79 80 81 82 83 84 85 86 87 88 89 90 91 92 93 94 95 96 97 98 99 100 101 102 103 104 105 106 107 108 109 110 111 112 113 114 115 116 117 118 119 120 121 122 123 124  朱寶琴、李寧編著. . 北京: 東方出版社. 2019.
4. 1 2 3 4 5 6 7 8 9  岳渭仁、冬卉、向東華、曉晴 (编). . 西安: 三秦出版社. 1994. ISBN 7-80546-784-6.
5. ↑  . www.dqcmw.com.   [2019-03-30]. （原始内容存档于2019-03-30）.
6. ↑  . hn.cnr.cn.   [2019-03-30]. （原始内容存档于2019-03-30）.
7. ↑  . news.cctv.com.   [2019-03-30]. （原始内容存档于2019-03-30）.
8. ↑  漆高儒. . 台北: 傳記文學出版社. ISBN 9578506074. 立法院立法委員、中國國民黨中央執行委員。
9. ↑  . ShareAmerica. 美国国务院国际信息局. 2016-11-25  [2021-04-20]. （原始内容存档于2021-04-20） （中文（简体））.
10. 1 2 3 4 5 6 7 8  陳雷等編著. . 台北: 傳記文學出版社. 1978-06-01.
11. ↑  .   [2017-08-07]. （原始内容存档于2015-09-30）.
12. 1 2  師永剛、張凡編著. . 北京: 華文出版社. 2011. ISBN 9787507534474.
13. ↑  呂芳上策劃，王奇生、汪朝光、邵銘煌、林桶法、金以林、黃道炫、楊維真、劉維開、羅敏著. . 台北市: 時報文化. 2011-03-18.
14. ↑  陶涵（英语：Jay Taylor）. . 台北: 時報文化. 2010.
15. ↑  1935年8月21日，陳誠在致妻家書中提及：「委座赴京，夫人同行否？以其望小孩之切，此次又小產，實可惜。然無小孩亦有好處，不然決不能如此自由行動。」見何智霖、高明芳、周美華編：《陳誠先生書信集：家書》（上），台北「國史館」2006年版，第336頁
16. 1 2  劉巨才. . 北京: 團結出版社. 1993.
17. 1 2 3 4 5 6 7  李新總主編，中國社會科學院近代史研究所中華民國史研究室編，韓信夫、姜克夫主編 (编). . 北京: 中華書局. 2011.
18. 1 2  . 蘋果日報 (台北: 香港商蘋果日報出版發展有限公司臺灣分公司). 2003-10-24  [2020-02-28].
19. ↑  江深、陈道阔. . 香港: 中原出版社. 1991.
20. ↑  12月3日，蔣介石函電宋美齡：「關於兄個人之進退，只要於國有益，中國不為共黨所統治，則隨時可以離職讓賢，此意不妨以友義關係予之誠懇密告，亦望其能開誠直談，勿作外交詞令。」見劉維開：〈從《蔣中正總統檔案》看蔣夫人1948年訪美之行〉，《近代中國》季刊第158/159期，台北：近代中國雜誌社，2004年12月
21. ↑  劉維開. . 台北: 時英出版社. 2009.
22. 1 2 3  周美華、蕭李居 (编). . 臺北: 國史館. 2009. ISBN 9789860195903.
23. ↑  蔣經國. . . 台北: 正中書局. 1988.
24. ↑  蔣經國. . 台北: 正中書局. 1976.
25. ↑  高仕隱. . 台北: 長歌出版社. 1990-01-25.
26. ↑  汪浩. . 风传媒. 2017-07-16  [2019-12-02]. （原始内容存档于2019-11-09）.
27. ↑  . 《旺報》. 台北: 旺旺中時媒體集團. 2014-01-16  [2015-05-17]. （原始内容存档于2015-07-24）.
28. ↑  . 《中央日報》. 1988-07-09.
29. ↑  李登輝受訪，鄒景雯採訪. . 臺北縣樹林市: 印刻出版. 2001年5月初版. ISBN 957-2044-30-3.
30. ↑  李登輝著；劉又崧譯. . 台北: 大都會文化. 2016年2月初版. ISBN 978-986-5719-74-6.
31. ↑  . 中華電視公司. 1991-09-21  [2017-04-23]. （原始内容存档于2017-04-24）. 蔣夫人這次是搭乘華航747SP編號B-1862的專機
32. ↑  . 《明報》 (香港: 明報報業有限公司). 1994-09-08.
33. 1 2  《世紀宋美齡》
34. ↑  設置於中正紀念堂蔣宋美齡女士靈堂今天傍晚移除 （页面存档备份，存于），中華民國總統府，2003年10月31日
35. ↑  台多處設宋美齡靈堂供吊唁 （页面存档备份，存于），BBC中文網，2003年10月31日
36. ↑  呂秀蓮盼國人學宋美齡 （页面存档备份，存于），臺灣蘋果日報，2003年10月27日
37. ↑  . 《中央日報》. 2003-11-01.
38. ↑  .   [2017-11-11]. （原始内容存档于2022-06-19）.
39. ↑  政府取消降半旗悼蔣夫人 （页面存档备份，存于），臺灣蘋果日報，2003年10月31日
40. ↑  . 人民网. 2003  [2012-08-06]. （原始内容存档于2012-05-24）.
41. ↑  . 人民网. 2003-10-24  [2012-08-06]. （原始内容存档于2017-02-23）.
42. ↑  . 中国政府网. 2003-10-25.
43. ↑  . 海峡两岸关系协会. 2003-10-26  [2022-07-19]. （原始内容存档于2022-07-19）.
44. 1 2  何邦立 (编).  (PDF) 2015. 獨立作家.   [2022-11-12]. ISBN 978-986-5729-80-6. （原始内容存档 (PDF)于2023-01-30）.
45. ↑  洪亮、姚嵐. . 北京: 團結出版社. 2008.
46. ↑  汪荣祖、李敖《蒋介石评传》
47. 1 2 3 4  . 《明報月刊》 (香港: 明報雜誌有限公司). 2003-12.
48. ↑  斐觉世. . 纽约时报中文网. 2016-07-30  [2024-12-21]. （原始内容存档于2021-11-02）.
49. ↑  黃加林等譯. . 北京: 世界知識出版社. 1992.
50. ↑  Faison, Seth. . The New York Times. 2003-10-25  [2023-11-26]. ISSN 0362-4331. （原始内容存档于2023-01-31） （美国英语）.
51. ↑  周美華、蕭李居 (编). . 台北: 國史館. 2009. ISBN 9789860195903.
52. ↑  聯合新聞網. . 聯合新聞網.   [2018-01-05]. （原始内容存档于2018-01-05）.
53. ↑  Merle Miller. . Random House Value Publishing. 1 February 1985: 288–289  [2019-03-25]. ISBN 978-0-517-46613-1. （原始内容存档于2022-06-19）.
54. ↑  《Madame Chiang Kai-shek, a Power in Husband's China and Abroad, Dies at 105》，《紐約時報》，2003年10月25日
55. ↑  Ferrell 1995. "Miller made notable additions, beyond simple rewritings"
56. ↑  Plain Faking? by Ferrell, Robert H.; Heller, Francis H. （页面存档备份，存于） Note that the direct link to this article is missing the byline for Ferrell.
57. ↑  自由時報電子報. . 自由時報電子報. 2018-09-23  [2021-08-19]. （原始内容存档于2021-08-19） （中文（臺灣））.
58. ↑  . 蘋果新聞網. 2018-09-23  [2021-08-19]. （原始内容存档于2021-08-19） （中文（臺灣））.
59. ↑  . www.education.ntu.edu.tw.   [2021-08-19]. （原始内容存档于2016-03-19）.
60. ↑  Block, Fang. . www.mansionglobal.com.   [2021-08-19]. （原始内容存档于2021-08-19） （美国英语）.
61. ↑  黃澄澄. . www.businesstoday.com.tw. 2003-10-30  [2021-08-19]. （原始内容存档于2021-08-19） （中文（臺灣））.
62. ↑  CARY, BILL. . www.mansionglobal.com.   [2021-08-19]. （原始内容存档于2021-08-19） （美国英语）.
63. ↑  . RFI - 法国国际广播电台. 2023-03-03. （原始内容存档于2023-03-07） （中文（简体））.
64. ↑  .   [2019-07-24]. （原始内容存档于2019-07-24） （西班牙语）.

## 相關書籍
- 林添貴 (Lin Tiangui) (tr.). . Taibei: Yuan liu chu ban shi ye gu fen you xian gong si. 2011. ISBN 978-957-326-752-2.
- 林添贵 Lin Tiangui (tr). . Beijing: Dong fang chu ban she. 2012. ISBN 978-750-604-357-1.
- 《The Last Empress: Madame Chiang Kai-shek and the Birth of Modern China（英语：The Last Empress: Madame Chiang Kai-shek and the Birth of Modern China）》 - A 2009 biography of Soong May-ling，written by Hannah Pakula. ISBN 978-1-4391-4893-8

## 外部連結
- 中時電子報新聞專輯：蔣宋美齡百年傳奇（页面存档备份，存于）
- 天主教大學為「永遠第一夫人」蔣宋美齡舉行追思彌撒 | 天亞社中文網
- 中正文教基金會提供，蔣夫人宋美齡女士言論選集（页面存档备份，存于）

| 榮銜                   | 榮銜                                           | 榮銜                   |
| ---------------------- | ---------------------------------------------- | ---------------------- |
| 首任                   | 中華民國第一夫人 1948年5月20日 - 1949年1月21日 | 繼任： 郭德潔 （代理） |
| 前任： 郭德潔 （代理） | 中華民國第一夫人 1950年3月1日 - 1975年4月5日   | 繼任： 劉期純          |
| 教育職務               |                                                |                        |
| 前任： 田耕莘          | 天主教輔仁大學董事長 1967年－1992年            | 繼任： 單國璽          |